# Nordöpetrell
För fågelarten Pterodroma leucoptera, se vitvingad petrell.
Nordöpetrell (Pterodroma gouldi) är en fågel i familjen liror som förekommer i Stilla havet. Fram tills nyligen behandlades den som underart till långvingad petrell, men urskiljs numera oftast som egen art.

## Utseende
Nordöpetrell är en medelstor (42–45 cm) och mörk petrell. Jämfört med långvingad petrell (Pterodroma macroptera), som den tidigare behandlades som en del av, är den något större och har mycket mer utbrett grått på panna, haka och i ansiktet.

## Utbredning och systematik
Fågeln häckar på öar utanför Nordön i Nya Zeeland. Vintertid förekommer den i Tasmanhavet och sydvästra Stilla havet. Tidigare behandlades den som underart till långvingad petrell (Pterodroma macroptera) och vissa gör det fortfarande. 

## Levnadssätt
Nordöpetrell är i högsta grad en pelagisk fågel som endast kommer nära land för häckning. Födan består huvudsakligen av bläckfisk. Den häckar vintertid och återvänder till kolonierna i februari.

## Status och hot
Arten har ett stort utbredningsområde och en stor population, men tros minska i antal, dock inte tillräckligt kraftigt för att den ska betraktas som hotad. Internationella naturvårdsunionen IUCN kategoriserar därför arten som livskraftig (LC). Världspopulationen uppskattas till mellan 400 000 och 600 000 häckande individer.

## Namn
Det vetenskapliga artnamnet hedrar den engelske förläggaren, entreprenören, naturforskaren och konstnären John Gould (1804-1881). Fram tills nyligen kallades den även gouldpetrell på svenska, men justerades 2022 till ett mer informativt namn av BirdLife Sveriges taxonomikommitté.